# تشارلز ستيوارت موت
تشارلز ستيوارت موت هو شخصية أعمال وسياسي أمريكي، ولد في 2 يونيو 1875 في نيوآرك في الولايات المتحدة، وتوفي في 18 فبراير 1973 في فلينت في الولايات المتحدة. نشط حزبياً في الحزب الجمهوري. وقد انتخب Mayor of the City of Flint ‏.